# Золотий м'яч 1956
«Золотий м'яч 1956»

18 грудня 1956
Найкращий футболіст Європи: 
 Стенлі Метьюз
 (вперше)

← Золотий м'яч 1957 →
Золотий м'яч 1956 року — 1-ше щорічне опитування щодо визначення найкращого футболіста Європи організоване французьким футбольним виданням «Франс Футбол».

## Процедура голосування
Участь у голосуванні за визначення найкращого футболіста в Європі взяли представники 16 футбольних асоціацій УЄФА, зокрема: Австрії, Англії, Бельгії, Іспанії, Італії, Нідерландів, Португалії, Туреччини, Угорщини, Франції, ФРН, Чехословаччини, Швейцарії, Швеції, Шотландії та Югославії.
Усі респонденти були журналістами відомих видань, причому не обов'язково спортивних. Югославію, наприклад, презентував Петар Стевчич із політичної газети «Борба». Від імені іспанців, як виняток, участь в опитуванні взяв уже досить відомий на той час футбольний тренер Еленіо Еррера.
Кожен із членів журі обирав п'ятьох футболістів, які, на його думку, є найкращими гравцями Європи. За перше місце нараховували 5 очок, за друге — чотири, за третє — три, за четверте — два, за п'яте — одне очко. Максимально найкращий футболіст міг отримати 80 очок.
Результати голосування були опубліковані 18 грудня 1956 року в журналі France Football (№ 561).

## Підсумки голосування
Володарем нагороди став 41-річний крайній нападник збірної Англії та клубу «Блекпул» Стенлі Метьюз.
Друге та третє місця посіли Альфредо Ді Стефано («Реал» Мадрид) та Раймон Копа («Реймс»), футболісти фіналістів першого розіграшу Кубка чемпіонів.
| Місце | Гравець                 | Клуб                       | Країна         | Очки | %      | Місця | Місця | Місця | Місця | Місця | К-ть голосів |
| Місце | Гравець                 | Клуб                       | Країна         | Очки | %      | 1-ше  | 2-ге  | 3-тє  | 4-те  | 5-те  | К-ть голосів |
| ----- | ----------------------- | -------------------------- | -------------- | ---- | ------ | ----- | ----- | ----- | ----- | ----- | ------------ |
| 1     | Стенлі Метьюз           | Блекпул                    | Англія         | 47   | 58.8 % | 6     | 2     | 2     | 1     | 1     | 12           |
| 2     | Альфредо Ді Стефано     | Реал Мадрид                | Іспанія        | 44   | 55 %   | 5     | 3     | 2     |       | 1     | 11           |
| 3     | Раймон Копа             | Реймс Реал Мадрид          | Франція        | 33   | 41.3 % | 1     | 2     | 3     | 5     | 1     | 12           |
|       |                         |                            |                |      |        |       |       |       |       |       |              |
| 4     | Ференц Пушкаш           | Гонвед                     | Угорщина       | 32   | 40 %   | 3     | 3     | 1     | 1     |       | 8            |
| 5     | Лев Яшин                | Динамо (Москва)            | СРСР           | 19   | 23.8 % |       | 2     | 2     | 1     | 3     | 8            |
| 6     | Йожеф Божик             | Гонвед                     | Угорщина       | 15   | 18.8 % |       | 3     | 1     |       |       | 4            |
| 7     | Ернст Оцвірк            | Аустрія (Відень) Сампдорія | Австрія        | 9    | 11.3 % |       |       | 2     |       | 3     | 5            |
| 8     | Шандор Кочиш            | Гонвед                     | Угорщина       | 6    | 7.5 %  | 1     |       |       |       | 1     | 2            |
| 9     | Іван Колев              | ЦСКА (Софія)               | Болгарія       | 4    | 5 %    |       | 1     |       |       |       | 1            |
| 9     | Таде Цисовський         | «Расінг» (Париж)           | Франція        | 4    | 5 %    |       |       | 1     |       | 1     | 2            |
| 9     | Біллі Райт              | Вулвергемптон Вондерерз    | Англія         | 4    | 5 %    |       |       | 1     |       | 1     | 2            |
| 12    | Жуліньйо                | Фіорентіна                 | Італія         | 3    | 3.8 %  |       |       | 1     |       |       | 1            |
| 13    | Стефан Божков           | ЦСКА (Софія)               | Болгарія       | 2    | 2.5 %  |       |       |       | 1     |       | 1            |
| 13    | Данкан Едвардс          | Манчестер Юнайтед          | Англія         | 2    | 2.5 %  |       |       |       | 1     |       | 1            |
| 13    | Герхард Ганаппі         | Рапід (Відень)             | Австрія        | 2    | 2.5 %  |       |       |       | 1     |       | 1            |
| 13    | Робер Жонке             | Реймс                      | Франція        | 2    | 2.5 %  |       |       |       | 1     |       | 1            |
| 13    | Мігель Монтуорі         | Фіорентіна                 | Італія         | 2    | 2.5 %  |       |       |       | 1     |       | 1            |
| 13    | Пепільйо                | Севілья                    | Іспанія        | 2    | 2.5 %  |       |       |       | 1     |       | 1            |
| 13    | Хуан-Альберто Скьяффіно | Мілан                      | Італія         | 2    | 2.5 %  |       |       |       | 1     |       | 1            |
| 13    | Едуард Стрєльцов        | Торпедо (Москва)           | СРСР           | 2    | 2.5 %  |       |       |       | 1     |       | 1            |
| 21    | Кампаналь II            | Севілья                    | Іспанія        | 1    | 1.3 %  |       |       |       |       | 1     | 1            |
| 21    | Бржетислав Долейший     | Дукла (Прага)              | Чехословаччина | 1    | 1.3 %  |       |       |       |       | 1     | 1            |
| 21    | Роже П'янтоні           | Нансі                      | Франція        | 1    | 1.3 %  |       |       |       |       | 1     | 1            |
| 21    | Кес Рейверс             | Сент-Етьєн                 | Нідерланди     | 1    | 1.3 %  |       |       |       |       | 1     | 1            |

## Цікаві факти
- Розподіл по амплуа серед 24 футболістів згаданих в анкетах наступний: 2 воротарі, 3 захисники, 6 півзахисників та 13 нападників.
- З 24 гравців згаданих в анкетах 4 представляли Францію, по 3 — Англію, Іспанію, Угорщину та Італію.
- Статус оріунді дозволив організаторам опитування зарахувати голоси віддані за футболістів італійських клубів, які на той час не мали італійського громадянства, а були вихідцями з інших країн, а саме: Монтуорі (Аргентина), Скьяффіно (Уругвай) та Жуліньйо (Бразилія).
- Жодного голосу респонденти не віддали за німецьких футболістів. Подібна подія сталася також у 2004 році, коли жодного німецького гравця не було серед 50 номінантів на нагороду.
- Вигравши нагороду «Золотий м'яч» у віці 41 року, Стенлі Метьюз досі залишається найстаршим переможцем опитування «Франс Футбол».